# كين جوردن
كين جوردن (بالإنجليزية: Ken Jordan)‏ هو لاعب كرة قدم أمريكية أمريكي، ولد في 29 أبريل 1964 في برمنغهام في الولايات المتحدة.

## وصلات خارجية
- كين جوردن على موقع مرجع كرة القدم المحترفة.كوم (الإنجليزية)